# サプフィル-21
サプフィル-21（ロシア語: Сапфир-21）は、ソビエト連邦の第339試作工場（後のファゾトロン）がMiG-21戦闘機用に開発した火器管制レーダー。

## 設計
ソ連では1957年よりMiG-21戦闘機へのレーダー搭載について検討しており、1958年8月には空力試験機としてのYe-7/1号機、また1960年1月18日にはレーダー搭載のYe-7/2号機が初飛行し、1962年からはこれをもとにした実用機であるMiG-21PFの生産が開始された。そして同機で搭載されたのがサプフィル-21であった。
サプフィル-21は、第339試作工場のボルコフが率いるチームによって開発された。工場側の名称はTsD-30T、仮制式名はRP-9-21と称されており、採用にあたりRP-21の制式名称が付された。動作周波数はKuバンド（12.88-13.2 GHz）で、レーダー反射断面積（RCS）16平方メートルの目標を20 kmの距離で捕捉し、10 kmで追尾を開始することができるとされている。アンテナはカセグレン方式で、MiG-21の小さなショックコーンに収容する必要から、作動範囲は左右にそれぞれ30度、上下にそれぞれ10度と限定されている。
1964年より生産を開始したMiG-21PFMでは指令誘導に対応した改良型のRP-21Mが搭載されて、RS-2U (K-5M) 空対空ミサイルやKh-23空対地ミサイルの運用も可能になった。また1965年より生産を開始したMiG-21Sで搭載された能力向上型にはRP-22の制式名称が付され、NATOコードネームは「ジェイ・バード」とされた。RCS 16平方メートルの目標を30 kmの距離で探知し、15 kmで追尾を開始することができるとされている。
MiG-21PFと-21PFMの中間的な輸出モデルとして開発された-21FLでは、簡易型のR-2L（NATOコードネーム「スピン・スキャン」）が搭載された。またMiG-21Sの系譜に属する輸出モデルであるMiG-21Mでは、レーダーはRP-22よりも旧式のRP-21MAが搭載されて、やはりダウングレードが図られた。ただし輸出モデルでも、MiG-21MFではRP-22の搭載が解禁されている。

## サブタイプと搭載機
- RP-21
  - MiG-21PF
- RP-21M
  - MiG-21PFM
- RP-21MA
  - MiG-21M

- RP-22
  - MiG-21S
  - MiG-21SM
  - MiG-21MF
  - MiG-21SMT
  - MiG-21bis
  - MiG-23S